# Administrativní dělení Česka

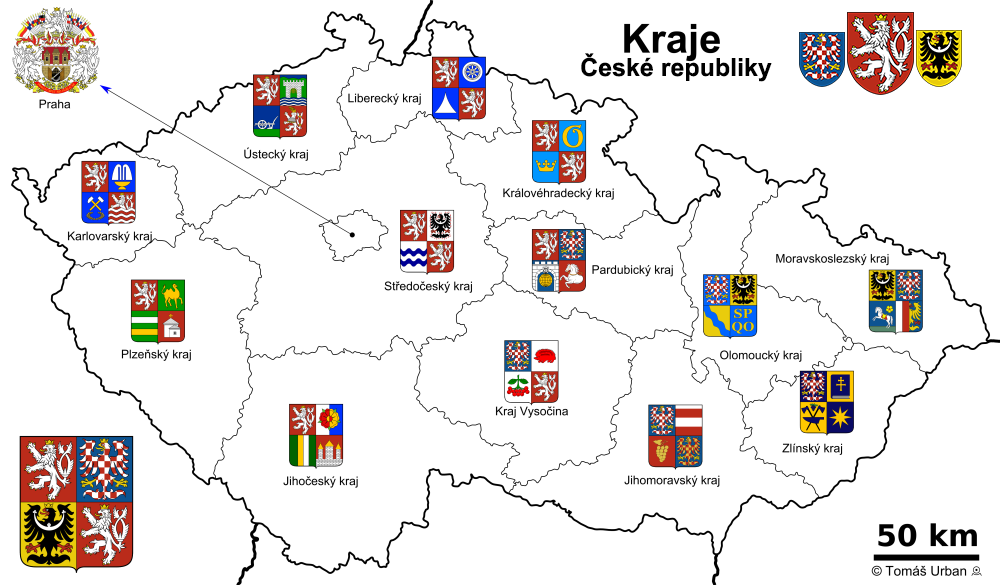
Kraje České republiky a jejich znaky

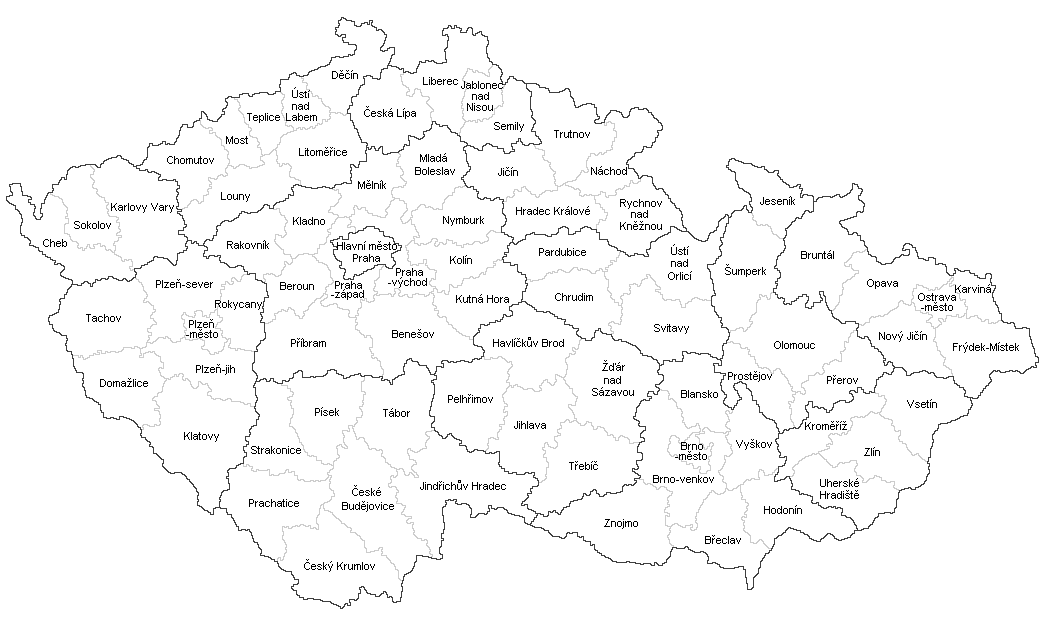
Okresy České republiky

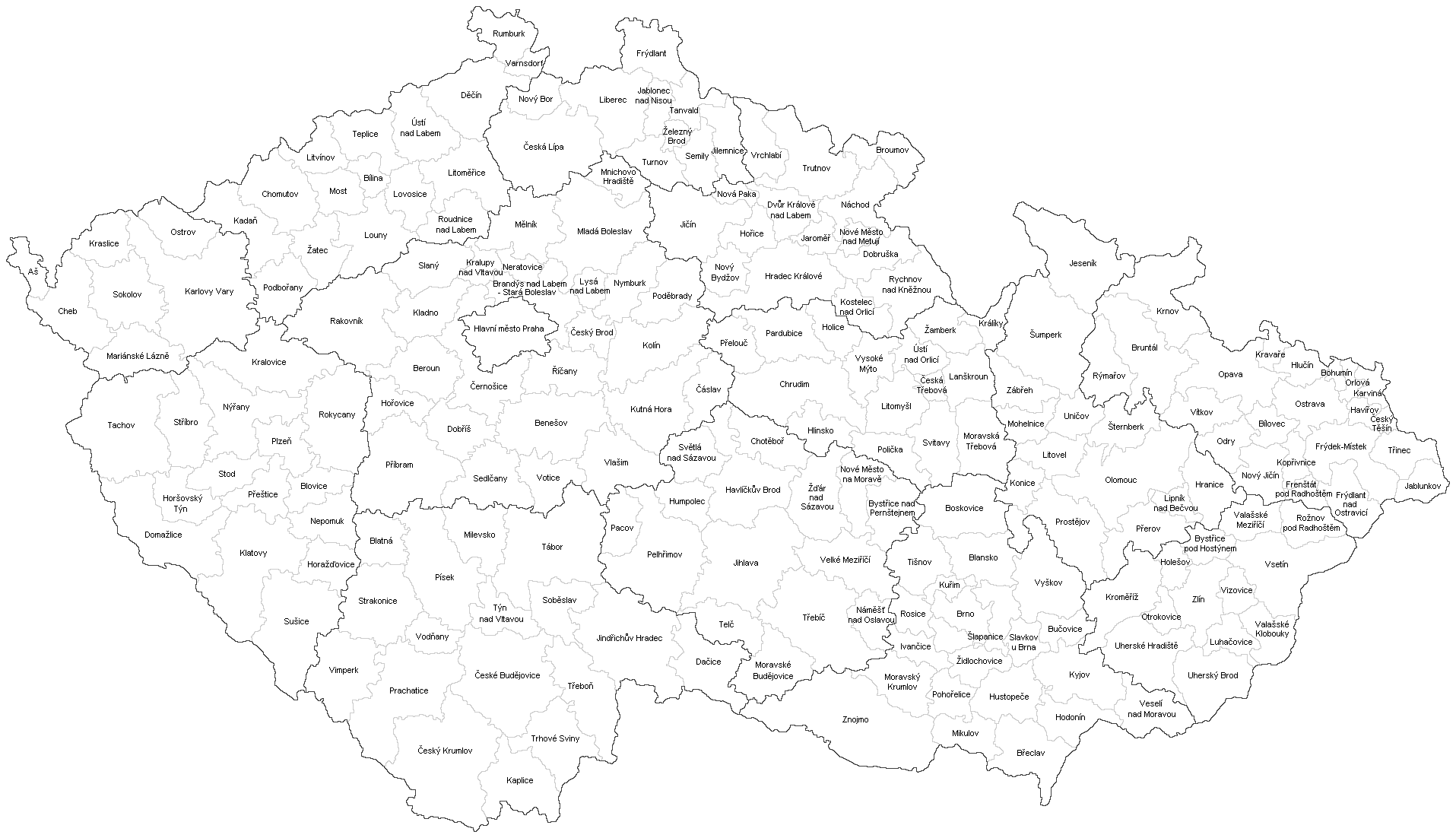
Správní obvody obcí s rozšířenou působností

Česká republika se dělí na 14 samosprávných krajů a 6 254 obcí (tzv. obec 1. stupně); na úrovni obcí stojí také čtyři vojenské újezdy. Z celkového počtu obcí je jich 393 obcí s pověřeným obecním úřadem (tzv. obec 2. stupně) a z nich dále 205 obcí s rozšířenou působností (tzv. obec 3. stupně), zkratkou ORP; ty stejně jako kraje vykonávají ve svých správních obvodech státní správu v přenesené působnosti.
Mimopražské území se dělí na 76 okresů (hlavní město Praha není de iure okres, ale mělo podobné pravomoci; někdy se tak uvádí celkem 77 okresů); ty i po zrušení okresních úřadů k 1. lednu 2003 a převedení jejich pravomocí na obce s rozšířenou působností slouží především pro statistické účely a územní členění některých úřadů státní správy).
Mimo toto administrativní členění se pro volby do Senátu území republiky dělí na 81 zhruba stejně lidnatých obvodů; pro evropské statistické účely a administraci evropských dotací se kraje sdružují do celkem osmi regionů soudržnosti.
Území obcí se pro katastrální účely dělí na katastrální území, pro statistické účely na základní sídelní jednotky. Z evidenčního hlediska se obce člení na části obce.
| Jednotka                                                                    | Rozmístění                                                             | Počet | Agenda                           | Úřad |
| --------------------------------------------------------------------------- | ---------------------------------------------------------------------- | ----- | -------------------------------- | --- |
| region soudržnosti                                                          | celý stát                                                              | 8     | –                                | – |
| kraj                                                                        | celý stát                                                              | 14    | působnost samostatná a přenesená | krajský úřad |
| okres                                                                       | celý stát kromě Prahy                                                  | 76    | –                                | |
| správní obvod obce s rozšířenou působností                                  | celý stát                                                              | 205   | působnost samostatná a přenesená | obecní úřad |
| správní obvod obce s pověřeným obecním úřadem                               | celý stát                                                              | 392   | působnost samostatná a přenesená | obecní úřad |
| obec (obec, městys, město, statutární město, hlavní město) / vojenský újezd | celý stát                                                              | 6258  | působnost samostatná a přenesená | obecní úřad (obecní úřad, úřad městyse, městský úřad, magistrát města, magistrát hlavního města) / újezdní úřad |
| část obce                                                                   | celý stát                                                              | 15105 | –                                | – |
| obvod v hlavním městě Praze                                                 | Praha                                                                  | 10    | –                                | – |
| správní obvod v hlavním městě Praze                                         | Praha                                                                  | 22    | působnost samostatná a přenesená | úřad městské části                                                                                              |
| městská část / městský obvod                                                | Brno, Ostrava, Opava, Liberec, Pardubice, Plzeň, Praha, Ústí nad Labem | 142   | působnost samostatná a přenesená | úřad městské části / úřad městského obvodu                                                                      |
| katastrální území                                                           | celý stát                                                              | 13076 | –                                | – |
| základní sídelní jednotka                                                   | celý stát                                                              | 23582 | –                                | – |

## Kraje, okresy a obce s rozšířenou působností
| Kraj                          | Okres               | Obec s rozšířenou působností         | Správní území |
| ----------------------------- | ------------------- | ------------------------------------ | ------------- |
| hl. m. Praha                  |                     | statut přenáší na 22 městských částí | Praha         |
| Středočeský kraj (26 ORP)     | Benešov             | Benešov                              | správní obvod |
| Středočeský kraj (26 ORP)     | Benešov             | Vlašim                               | správní obvod |
| Středočeský kraj (26 ORP)     | Benešov             | Votice                               | správní obvod |
| Středočeský kraj (26 ORP)     | Beroun              | Beroun                               | správní obvod |
| Středočeský kraj (26 ORP)     | Beroun              | Hořovice                             | správní obvod |
| Středočeský kraj (26 ORP)     | Kladno              | Kladno                               | správní obvod |
| Středočeský kraj (26 ORP)     | Kladno              | Slaný                                | správní obvod |
| Středočeský kraj (26 ORP)     | Kolín               | Český Brod                           | správní obvod |
| Středočeský kraj (26 ORP)     | Kolín               | Kolín                                | správní obvod |
| Středočeský kraj (26 ORP)     | Kutná Hora          | Čáslav                               | správní obvod |
| Středočeský kraj (26 ORP)     | Kutná Hora          | Kutná Hora                           | správní obvod |
| Středočeský kraj (26 ORP)     | Mladá Boleslav      | Mladá Boleslav                       | správní obvod |
| Středočeský kraj (26 ORP)     | Mladá Boleslav      | Mnichovo Hradiště                    | správní obvod |
| Středočeský kraj (26 ORP)     | Mělník              | Kralupy nad Vltavou                  | správní obvod |
| Středočeský kraj (26 ORP)     | Mělník              | Mělník                               | správní obvod |
| Středočeský kraj (26 ORP)     | Mělník              | Neratovice                           | správní obvod |
| Středočeský kraj (26 ORP)     | Nymburk             | Lysá nad Labem                       | správní obvod |
| Středočeský kraj (26 ORP)     | Nymburk             | Nymburk                              | správní obvod |
| Středočeský kraj (26 ORP)     | Nymburk             | Poděbrady                            | správní obvod |
| Středočeský kraj (26 ORP)     | Praha-východ        | Brandýs nad Labem- -Stará Boleslav   | správní obvod |
| Středočeský kraj (26 ORP)     | Praha-východ        | Říčany                               | správní obvod |
| Středočeský kraj (26 ORP)     | Praha-západ         | Černošice                            | správní obvod |
| Středočeský kraj (26 ORP)     | Příbram             | Dobříš                               | správní obvod |
| Středočeský kraj (26 ORP)     | Příbram             | Příbram                              | správní obvod |
| Středočeský kraj (26 ORP)     | Příbram             | Sedlčany                             | správní obvod |
| Středočeský kraj (26 ORP)     | Rakovník            | Rakovník                             | správní obvod |
| Jihočeský kraj (17 ORP)       | České Budějovice    | České Budějovice                     | správní obvod |
| Jihočeský kraj (17 ORP)       | České Budějovice    | Trhové Sviny                         | správní obvod |
| Jihočeský kraj (17 ORP)       | České Budějovice    | Týn nad Vltavou                      | správní obvod |
| Jihočeský kraj (17 ORP)       | Český Krumlov       | Český Krumlov                        | správní obvod |
| Jihočeský kraj (17 ORP)       | Český Krumlov       | Kaplice                              | správní obvod |
| Jihočeský kraj (17 ORP)       | Jindřichův Hradec   | Dačice                               | správní obvod |
| Jihočeský kraj (17 ORP)       | Jindřichův Hradec   | Jindřichův Hradec                    | správní obvod |
| Jihočeský kraj (17 ORP)       | Jindřichův Hradec   | Třeboň                               | správní obvod |
| Jihočeský kraj (17 ORP)       | Písek               | Milevsko                             | správní obvod |
| Jihočeský kraj (17 ORP)       | Písek               | Písek                                | správní obvod |
| Jihočeský kraj (17 ORP)       | Prachatice          | Prachatice                           | správní obvod |
| Jihočeský kraj (17 ORP)       | Prachatice          | Vimperk                              | správní obvod |
| Jihočeský kraj (17 ORP)       | Strakonice          | Blatná                               | správní obvod |
| Jihočeský kraj (17 ORP)       | Strakonice          | Strakonice                           | správní obvod |
| Jihočeský kraj (17 ORP)       | Strakonice          | Vodňany                              | správní obvod |
| Jihočeský kraj (17 ORP)       | Tábor               | Soběslav                             | správní obvod |
| Jihočeský kraj (17 ORP)       | Tábor               | Tábor                                | správní obvod |
| Plzeňský kraj (15 ORP)        | Domažlice           | Domažlice                            | správní obvod |
| Plzeňský kraj (15 ORP)        | Domažlice           | Horšovský Týn                        | správní obvod |
| Plzeňský kraj (15 ORP)        | Klatovy             | Horažďovice                          | správní obvod |
| Plzeňský kraj (15 ORP)        | Klatovy             | Klatovy                              | správní obvod |
| Plzeňský kraj (15 ORP)        | Klatovy             | Sušice                               | správní obvod |
| Plzeňský kraj (15 ORP)        | Plzeň-jih           | Blovice                              | správní obvod |
| Plzeňský kraj (15 ORP)        | Plzeň-jih           | Nepomuk                              | správní obvod |
| Plzeňský kraj (15 ORP)        | Plzeň-jih           | Přeštice                             | správní obvod |
| Plzeňský kraj (15 ORP)        | Plzeň-jih           | Stod                                 | správní obvod |
| Plzeňský kraj (15 ORP)        | Plzeň-město         | Plzeň                                | správní obvod |
| Plzeňský kraj (15 ORP)        | Plzeň-sever         | Kralovice                            | správní obvod |
| Plzeňský kraj (15 ORP)        | Plzeň-sever         | Nýřany                               | správní obvod |
| Plzeňský kraj (15 ORP)        | Rokycany            | Rokycany                             | správní obvod |
| Plzeňský kraj (15 ORP)        | Tachov              | Stříbro                              | správní obvod |
| Plzeňský kraj (15 ORP)        | Tachov              | Tachov                               | správní obvod |
| Karlovarský kraj (7 ORP)      | Cheb                | Aš                                   | správní obvod |
| Karlovarský kraj (7 ORP)      | Cheb                | Cheb                                 | správní obvod |
| Karlovarský kraj (7 ORP)      | Cheb                | Mariánské Lázně                      | správní obvod |
| Karlovarský kraj (7 ORP)      | Karlovy Vary        | Karlovy Vary                         | správní obvod |
| Karlovarský kraj (7 ORP)      | Karlovy Vary        | Ostrov                               | správní obvod |
| Karlovarský kraj (7 ORP)      | Sokolov             | Kraslice                             | správní obvod |
| Karlovarský kraj (7 ORP)      | Sokolov             | Sokolov                              | správní obvod |
| Ústecký kraj (16 ORP)         | Děčín               | Děčín                                | správní obvod |
| Ústecký kraj (16 ORP)         | Děčín               | Rumburk                              | správní obvod |
| Ústecký kraj (16 ORP)         | Děčín               | Varnsdorf                            | správní obvod |
| Ústecký kraj (16 ORP)         | Chomutov            | Chomutov                             | správní obvod |
| Ústecký kraj (16 ORP)         | Chomutov            | Kadaň                                | správní obvod |
| Ústecký kraj (16 ORP)         | Litoměřice          | Litoměřice                           | správní obvod |
| Ústecký kraj (16 ORP)         | Litoměřice          | Lovosice                             | správní obvod |
| Ústecký kraj (16 ORP)         | Litoměřice          | Roudnice nad Labem                   | správní obvod |
| Ústecký kraj (16 ORP)         | Louny               | Louny                                | správní obvod |
| Ústecký kraj (16 ORP)         | Louny               | Podbořany                            | správní obvod |
| Ústecký kraj (16 ORP)         | Louny               | Žatec                                | správní obvod |
| Ústecký kraj (16 ORP)         | Most                | Most                                 | správní obvod |
| Ústecký kraj (16 ORP)         | Most                | Litvínov                             | správní obvod |
| Ústecký kraj (16 ORP)         | Teplice             | Bílina                               | správní obvod |
| Ústecký kraj (16 ORP)         | Teplice             | Teplice                              | správní obvod |
| Ústecký kraj (16 ORP)         | Ústí nad Labem      | Ústí nad Labem                       | správní obvod |
| Liberecký kraj (10 ORP)       | Česká Lípa          | Česká Lípa                           | správní obvod |
| Liberecký kraj (10 ORP)       | Česká Lípa          | Nový Bor                             | správní obvod |
| Liberecký kraj (10 ORP)       | Jablonec nad Nisou  | Jablonec nad Nisou                   | správní obvod |
| Liberecký kraj (10 ORP)       | Jablonec nad Nisou  | Tanvald                              | správní obvod |
| Liberecký kraj (10 ORP)       | Jablonec nad Nisou  | Železný Brod                         | správní obvod |
| Liberecký kraj (10 ORP)       | Liberec             | Frýdlant                             | správní obvod |
| Liberecký kraj (10 ORP)       | Liberec             | Liberec                              | správní obvod |
| Liberecký kraj (10 ORP)       | Semily              | Jilemnice                            | správní obvod |
| Liberecký kraj (10 ORP)       | Semily              | Semily                               | správní obvod |
| Liberecký kraj (10 ORP)       | Semily              | Turnov                               | správní obvod |
| Královéhradecký kraj (15 ORP) | Hradec Králové      | Hradec Králové                       | správní obvod |
| Královéhradecký kraj (15 ORP) | Hradec Králové      | Nový Bydžov                          | správní obvod |
| Královéhradecký kraj (15 ORP) | Jičín               | Hořice                               | správní obvod |
| Královéhradecký kraj (15 ORP) | Jičín               | Jičín                                | správní obvod |
| Královéhradecký kraj (15 ORP) | Jičín               | Nová Paka                            | správní obvod |
| Královéhradecký kraj (15 ORP) | Náchod              | Broumov                              | správní obvod |
| Královéhradecký kraj (15 ORP) | Náchod              | Jaroměř                              | správní obvod |
| Královéhradecký kraj (15 ORP) | Náchod              | Náchod                               | správní obvod |
| Královéhradecký kraj (15 ORP) | Náchod              | Nové Město nad Metují                | správní obvod |
| Královéhradecký kraj (15 ORP) | Rychnov nad Kněžnou | Dobruška                             | správní obvod |
| Královéhradecký kraj (15 ORP) | Rychnov nad Kněžnou | Kostelec nad Orlicí                  | správní obvod |
| Královéhradecký kraj (15 ORP) | Rychnov nad Kněžnou | Rychnov nad Kněžnou                  | správní obvod |
| Královéhradecký kraj (15 ORP) | Trutnov             | Dvůr Králové nad Labem               | správní obvod |
| Královéhradecký kraj (15 ORP) | Trutnov             | Trutnov                              | správní obvod |
| Královéhradecký kraj (15 ORP) | Trutnov             | Vrchlabí                             | správní obvod |
| Pardubický kraj (15 ORP)      | Chrudim             | Chrudim                              | správní obvod |
| Pardubický kraj (15 ORP)      | Chrudim             | Hlinsko                              | správní obvod |
| Pardubický kraj (15 ORP)      | Pardubice           | Holice                               | správní obvod |
| Pardubický kraj (15 ORP)      | Pardubice           | Pardubice                            | správní obvod |
| Pardubický kraj (15 ORP)      | Pardubice           | Přelouč                              | správní obvod |
| Pardubický kraj (15 ORP)      | Svitavy             | Litomyšl                             | správní obvod |
| Pardubický kraj (15 ORP)      | Svitavy             | Moravská Třebová                     | správní obvod |
| Pardubický kraj (15 ORP)      | Svitavy             | Polička                              | správní obvod |
| Pardubický kraj (15 ORP)      | Svitavy             | Svitavy                              | správní obvod |
| Pardubický kraj (15 ORP)      | Ústí nad Orlicí     | Česká Třebová                        | správní obvod |
| Pardubický kraj (15 ORP)      | Ústí nad Orlicí     | Králíky                              | správní obvod |
| Pardubický kraj (15 ORP)      | Ústí nad Orlicí     | Lanškroun                            | správní obvod |
| Pardubický kraj (15 ORP)      | Ústí nad Orlicí     | Ústí nad Orlicí                      | správní obvod |
| Pardubický kraj (15 ORP)      | Ústí nad Orlicí     | Vysoké Mýto                          | správní obvod |
| Pardubický kraj (15 ORP)      | Ústí nad Orlicí     | Žamberk                              | správní obvod |
| Kraj Vysočina (15 ORP)        | Havlíčkův Brod      | Chotěboř                             | správní obvod |
| Kraj Vysočina (15 ORP)        | Havlíčkův Brod      | Havlíčkův Brod                       | správní obvod |
| Kraj Vysočina (15 ORP)        | Havlíčkův Brod      | Světlá nad Sázavou                   | správní obvod |
| Kraj Vysočina (15 ORP)        | Jihlava             | Jihlava                              | správní obvod |
| Kraj Vysočina (15 ORP)        | Jihlava             | Telč                                 | správní obvod |
| Kraj Vysočina (15 ORP)        | Pelhřimov           | Humpolec                             | správní obvod |
| Kraj Vysočina (15 ORP)        | Pelhřimov           | Pacov                                | správní obvod |
| Kraj Vysočina (15 ORP)        | Pelhřimov           | Pelhřimov                            | správní obvod |
| Kraj Vysočina (15 ORP)        | Třebíč              | Moravské Budějovice                  | správní obvod |
| Kraj Vysočina (15 ORP)        | Třebíč              | Náměšť nad Oslavou                   | správní obvod |
| Kraj Vysočina (15 ORP)        | Třebíč              | Třebíč                               | správní obvod |
| Kraj Vysočina (15 ORP)        | Žďár nad Sázavou    | Bystřice nad Pernštejnem             | správní obvod |
| Kraj Vysočina (15 ORP)        | Žďár nad Sázavou    | Nové Město na Moravě                 | správní obvod |
| Kraj Vysočina (15 ORP)        | Žďár nad Sázavou    | Velké Meziříčí                       | správní obvod |
| Kraj Vysočina (15 ORP)        | Žďár nad Sázavou    | Žďár nad Sázavou                     | správní obvod |
| Jihomoravský kraj (21 ORP)    | Blansko             | Blansko                              | správní obvod |
| Jihomoravský kraj (21 ORP)    | Blansko             | Boskovice                            | správní obvod |
| Jihomoravský kraj (21 ORP)    | Brno-město          | Brno                                 | správní obvod |
| Jihomoravský kraj (21 ORP)    | Brno-venkov         | Ivančice                             | správní obvod |
| Jihomoravský kraj (21 ORP)    | Brno-venkov         | Kuřim                                | správní obvod |
| Jihomoravský kraj (21 ORP)    | Brno-venkov         | Pohořelice                           | správní obvod |
| Jihomoravský kraj (21 ORP)    | Brno-venkov         | Rosice                               | správní obvod |
| Jihomoravský kraj (21 ORP)    | Brno-venkov         | Šlapanice                            | správní obvod |
| Jihomoravský kraj (21 ORP)    | Brno-venkov         | Tišnov                               | správní obvod |
| Jihomoravský kraj (21 ORP)    | Brno-venkov         | Židlochovice                         | správní obvod |
| Jihomoravský kraj (21 ORP)    | Břeclav             | Břeclav                              | správní obvod |
| Jihomoravský kraj (21 ORP)    | Břeclav             | Hustopeče                            | správní obvod |
| Jihomoravský kraj (21 ORP)    | Břeclav             | Mikulov                              | správní obvod |
| Jihomoravský kraj (21 ORP)    | Hodonín             | Hodonín                              | správní obvod |
| Jihomoravský kraj (21 ORP)    | Hodonín             | Kyjov                                | správní obvod |
| Jihomoravský kraj (21 ORP)    | Hodonín             | Veselí nad Moravou                   | správní obvod |
| Jihomoravský kraj (21 ORP)    | Vyškov              | Bučovice                             | správní obvod |
| Jihomoravský kraj (21 ORP)    | Vyškov              | Slavkov u Brna                       | správní obvod |
| Jihomoravský kraj (21 ORP)    | Vyškov              | Vyškov                               | správní obvod |
| Jihomoravský kraj (21 ORP)    | Znojmo              | Moravský Krumlov                     | správní obvod |
| Jihomoravský kraj (21 ORP)    | Znojmo              | Znojmo                               | správní obvod |
| Olomoucký kraj (13 ORP)       | Jeseník             | Jeseník                              | správní obvod |
| Olomoucký kraj (13 ORP)       | Olomouc             | Litovel                              | správní obvod |
| Olomoucký kraj (13 ORP)       | Olomouc             | Olomouc                              | správní obvod |
| Olomoucký kraj (13 ORP)       | Olomouc             | Šternberk                            | správní obvod |
| Olomoucký kraj (13 ORP)       | Olomouc             | Uničov                               | správní obvod |
| Olomoucký kraj (13 ORP)       | Prostějov           | Konice                               | správní obvod |
| Olomoucký kraj (13 ORP)       | Prostějov           | Prostějov                            | správní obvod |
| Olomoucký kraj (13 ORP)       | Přerov              | Hranice                              | správní obvod |
| Olomoucký kraj (13 ORP)       | Přerov              | Lipník nad Bečvou                    | správní obvod |
| Olomoucký kraj (13 ORP)       | Přerov              | Přerov                               | správní obvod |
| Olomoucký kraj (13 ORP)       | Šumperk             | Mohelnice                            | správní obvod |
| Olomoucký kraj (13 ORP)       | Šumperk             | Šumperk                              | správní obvod |
| Olomoucký kraj (13 ORP)       | Šumperk             | Zábřeh                               | správní obvod |
| Moravskoslezský kraj (22 ORP) | Bruntál             | Bruntál                              | správní obvod |
| Moravskoslezský kraj (22 ORP) | Bruntál             | Krnov                                | správní obvod |
| Moravskoslezský kraj (22 ORP) | Bruntál             | Rýmařov                              | správní obvod |
| Moravskoslezský kraj (22 ORP) | Frýdek-Místek       | Frýdek-Místek                        | správní obvod |
| Moravskoslezský kraj (22 ORP) | Frýdek-Místek       | Frýdlant nad Ostravicí               | správní obvod |
| Moravskoslezský kraj (22 ORP) | Frýdek-Místek       | Jablunkov                            | správní obvod |
| Moravskoslezský kraj (22 ORP) | Frýdek-Místek       | Třinec                               | správní obvod |
| Moravskoslezský kraj (22 ORP) | Karviná             | Bohumín                              | správní obvod |
| Moravskoslezský kraj (22 ORP) | Karviná             | Český Těšín                          | správní obvod |
| Moravskoslezský kraj (22 ORP) | Karviná             | Havířov                              | správní obvod |
| Moravskoslezský kraj (22 ORP) | Karviná             | Karviná                              | správní obvod |
| Moravskoslezský kraj (22 ORP) | Karviná             | Orlová                               | správní obvod |
| Moravskoslezský kraj (22 ORP) | Nový Jičín          | Bílovec                              | správní obvod |
| Moravskoslezský kraj (22 ORP) | Nový Jičín          | Frenštát pod Radhoštěm               | správní obvod |
| Moravskoslezský kraj (22 ORP) | Nový Jičín          | Kopřivnice                           | správní obvod |
| Moravskoslezský kraj (22 ORP) | Nový Jičín          | Nový Jičín                           | správní obvod |
| Moravskoslezský kraj (22 ORP) | Nový Jičín          | Odry                                 | správní obvod |
| Moravskoslezský kraj (22 ORP) | Opava               | Hlučín                               | správní obvod |
| Moravskoslezský kraj (22 ORP) | Opava               | Kravaře                              | správní obvod |
| Moravskoslezský kraj (22 ORP) | Opava               | Opava                                | správní obvod |
| Moravskoslezský kraj (22 ORP) | Opava               | Vítkov                               | správní obvod |
| Moravskoslezský kraj (22 ORP) | Ostrava-město       | Ostrava                              | správní obvod |
| Zlínský kraj (13 ORP)         | Kroměříž            | Bystřice pod Hostýnem                | správní obvod |
| Zlínský kraj (13 ORP)         | Kroměříž            | Holešov                              | správní obvod |
| Zlínský kraj (13 ORP)         | Kroměříž            | Kroměříž                             | správní obvod |
| Zlínský kraj (13 ORP)         | Uherské Hradiště    | Uherský Brod                         | správní obvod |
| Zlínský kraj (13 ORP)         | Uherské Hradiště    | Uherské Hradiště                     | správní obvod |
| Zlínský kraj (13 ORP)         | Vsetín              | Rožnov pod Radhoštěm                 | správní obvod |
| Zlínský kraj (13 ORP)         | Vsetín              | Valašské Meziříčí                    | správní obvod |
| Zlínský kraj (13 ORP)         | Vsetín              | Vsetín                               | správní obvod |
| Zlínský kraj (13 ORP)         | Zlín                | Luhačovice                           | správní obvod |
| Zlínský kraj (13 ORP)         | Zlín                | Otrokovice                           | správní obvod |
| Zlínský kraj (13 ORP)         | Zlín                | Valašské Klobouky                    | správní obvod |
| Zlínský kraj (13 ORP)         | Zlín                | Vizovice                             | správní obvod |
| Zlínský kraj (13 ORP)         | Zlín                | Zlín                                 | správní obvod |

## Vývoj administrativního členění

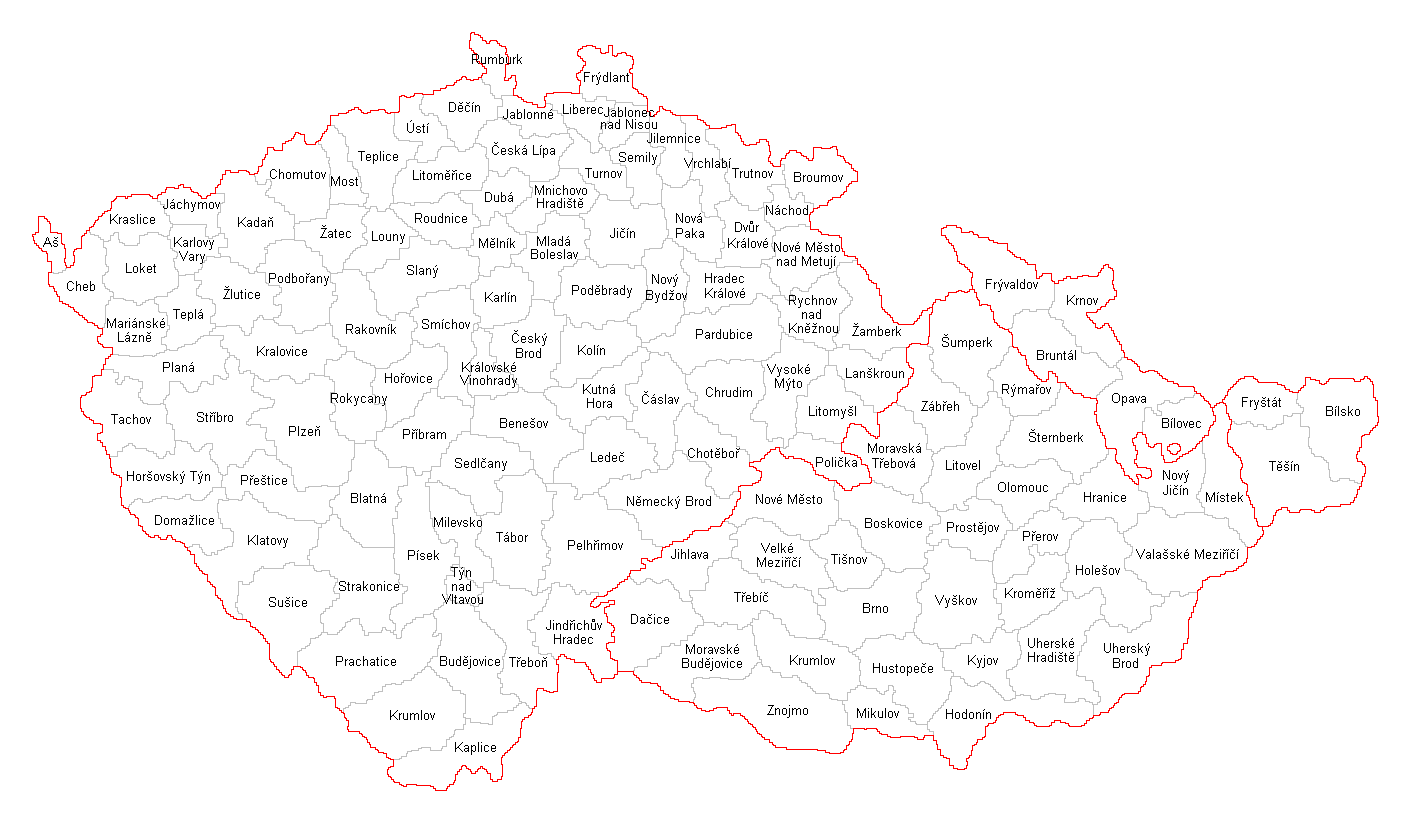
Okresní hejtmanství k roku 1900

|                  | Království české   | Markrabství moravské                                           | Vévodství slezské         |
| statutární města | 2 (Liberec, Praha) | 6 (Brno, Jihlava, Kroměříž, Olomouc, Uherské Hradiště, Znojmo) | 3 (Bílsko, Frýdek, Opava) |
| politické okresy | 92                 | 33                                                             | 8                         |

| 1920–1928        | 1920–1928          | 1920–1928                                                      | 1920–1928                |
|                  | Země česká         | Země moravská                                                  | Země slezská             |
| ---------------- | ------------------ | -------------------------------------------------------------- | ------------------------ |
| statutární města | 2 (Liberec, Praha) | 6 (Brno, Jihlava, Kroměříž, Olomouc, Uherské Hradiště, Znojmo) | 2 (Frýdek, Opava)        |
| politické okresy | 103                | 36                                                             | 9                        |
| 1928–1938        |                    |                                                                |                          |
|                  | Země česká         | Země moravskoslezská                                           | Země moravskoslezská     |
| statutární města | 2 (Liberec, Praha) | 3 (Brno, Olomouc, Opava)                                       | 3 (Brno, Olomouc, Opava) |
| politické okresy | 103                | 45                                                             | 45                       |

### Přehled změn administrativního dělení
- 1921 – pokus o zavedení žup
- 1928 – zánik Země moravské a Země slezské, vznik Země Moravskoslezské
- 1938 – oddělení Sudet a Českotěšínska, vznik Sudetské župy
- 1939 – vznik Protektorátu Čechy a Morava
- 1945 – obnovení Československa
- 1949 – zrušení zemí, rozdělení Československa na 20 krajů - 13 v českých zemích, 7 na Slovensku, zřízeny nové okresy
- 1960 – zavedení 7 velkých krajů, 75 velkých okresů a Hlavního města Prahy v českých zemích, na Slovensku 3 velkých krajů a 33 okresů
- 1990 – zrušení krajů
- 1993 – rozdělení Československa
- 1. ledna 1995 – vytvoření okresu Jeseník (oddělením částí okresů Bruntál a Šumperk)
- 1. ledna 2000 – vznik 13 nových krajů s krajskými úřady se samostatnou a přenesenou působností, podzim 2000 - 1. volby do krajských zastupitelstev
- 1. ledna 2003 – zrušení všech 76 okresních úřadů, převedení agendy jednak na krajské úřady a jednak na 205 vybraných obcí, nově se statutem obce s rozšířenou působností, okresy jako administrativní jednotky zůstaly
- 1. ledna 2007 – vyhláška MV č. 513/2006 Sb. změnila hranice okresů tak, že správní obvod většiny obcí s rozšířenou působností již nezasahuje mimo jejich okres. Výjimkou zůstalo 33 obcí spadající do správních obvodů obcí s rozšířenou působností Český Brod (4 obce ležely v okrese Nymburk), Jihlava (1 obec ležela v okrese Havlíčkův Brod), Stod (9 obcí leželo v okrese Domažlice), Tanvald (1 obec ležela v okrese Semily), Turnov (13 obcí v okrese Liberec a 3 obce v okrese Jablonec nad Nisou) a Valašské Klobouky (2 obce ležely v okrese Vsetín).
- 1. ledna 2021 – je účinný nový zákon o územně správním členění státu, dle něhož je daná skladebnost jednotlivých úrovní členění státu; každý z 13 krajů se dělí na 3 až 12 okresů, každý ze 76 okresů se dělí na 1 až 6 obvodů obcí s rozšířenou působností (těch je 205); výjimku tvoří několik obcí v obvodu ORP Turnov, které nepatří do okresu Semily; Hlavní město Praha se obdobně dělí na 10 obvodů a 22 městských částí s přenesenou působností